# Akrokarpus jasanolistý
Akrokarpus jasanolistý (Acrocarpus fraxinifolius) je dvouděložná rostlina z čeledi bobovité a jediný druh rodu akrokarpus. Je rozšířen v tropické Asii. Akrokarpus je mohutný strom s dvakrát zpeřenými listy a drobnými růžovými květy v bohatých květenstvích, dorůstající výšky až 50 metrů. V Asii je těžen pro dřevo a též vysazován jako okrasná dřevina.

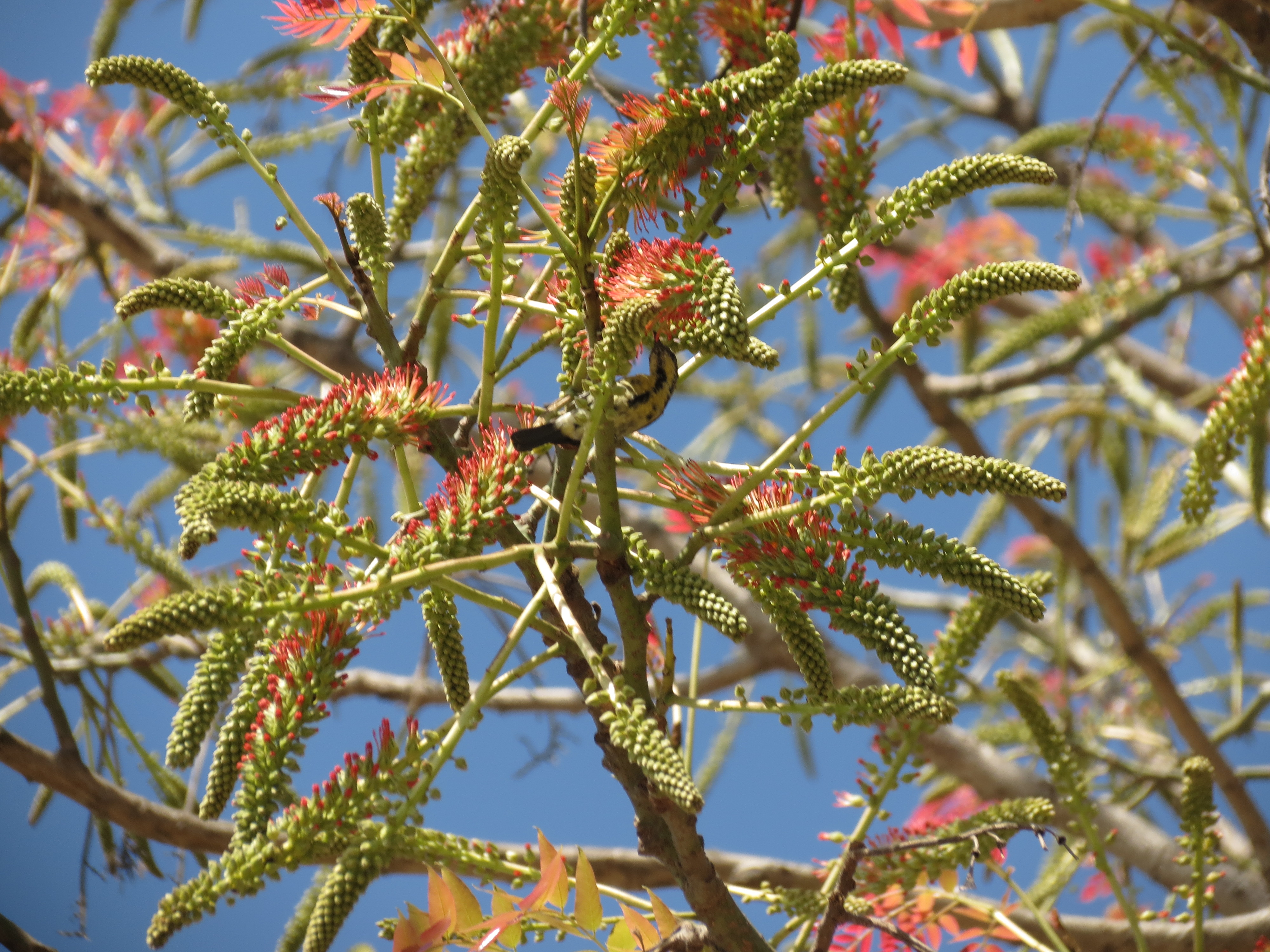
Květenství akrokarpusu

## Popis
Akrokarpus jasanolistý je mohutný strom dorůstající výšky až 50 metrů. U paty kmene se tvoří kořenové náběhy. Listy jsou střídavé, dvakrát zpeřené, složené z množství vstřícných, řapíčkatých lístků. Květy jsou drobné, oboupohlavné, stopkaté, uspořádané v bohatých jednoduchých nebo větvených hroznech o délce až 25 cm. Květenství jsou úžlabní nebo vyrůstají na vrcholu zkrácených větévek. Kalich i koruna jsou pravidelné, složené z 5 lístků. Květní terč je kompletně srostlý s miskovitým hypanthiem. Tyčinek je 5 a vyčnívají z květů. Semeník je stopkatý, s čnělkou a bliznou jen nezřetelně odlišenou, a obsahuje 10 až 20 vajíček. Plodem je podlouhlý, zploštělý, dlouze stopkatý, 8 až 15 cm dlouhý lusk s úzkým křídlem podél horního švu. Lusky pukají 2 švy a obsahují obvykle 10 až 18 lehce čočkovitých, hladkých, světle hnědých semen.

## Rozšíření
Akrokarpus je rozšířen od Indie a Nepálu po Laos a Jávu. Roste v tropech až subtropech v deštných a stálezelených poříčních (galeriových) lesích v nadmořských výškách 600 až 1200 metrů. Strom je vysazován též v tropické Africe.

## Význam
Dřevo akrokarpusu je známo pod názvem Pink Cedar. V Asii se z něj vyrábí nábytek, překližky a také čajové bedny. Vysazuje se též jako okrasný strom, nápadný bohatými květenstvími drobných růžových květů.